# Kraftwerk Lünen-Stummhafen
Das Kraftwerk Lünen-Stummhafen ist ein Steinkohlekraftwerk im Lüner Ortsteil Lippholthausen im Kreis Unna. Es hat eine Nennleistung von 750 MW. 
Das Kraftwerk Lünen-Stummhafen hat keinen Kamin. Die Abgase werden durch den 160 Meter hohen Kühlturm ins Freie geleitet. Das Kühlwasser wird dem Datteln-Hamm-Kanal entnommen und nach Gebrauch teilweise in die Lippe abgegeben. Neben elektrischer Energie stellt das Kraftwerk auch Fernwärme mit einer Leistung von 35 MW bereit.
Während Trianel Eigentümer des Kraftwerks ist, wird es von der Steag betrieben.

## Geschichte
Neben den beiden damals vorhandenen Kraftwerken Kraftwerk Lünen und Biomassekraftwerk Lünen errichtete die Trianel Energie am Lünener Stummhafen ein Steinkohlekraftwerk neu. Namensgeber des Hafens sind die Gebrüder Stumm. Offizieller Baubeginn war der 3. September 2008; den ersten Spatenstich machte Christa Thoben (NRW-Wirtschaftsministerin von 2005 bis 2009). Aus diesem Anlass gab es Demonstrationen von Kraftwerksgegnern.
Zu den Minderheitseigentümern (mit einem Anteil von rund 24 Millionen Euro) zählt auch die schweizerische Azienda Elettrica Ticinese (AET) im Besitz des Kanton Tessin. Dieses Engagement führte zu einer öffentlichen Diskussion und schließlich zu einer Volksabstimmung; in dieser wurde das Engagement bestätigt.
Im Dezember 2011 hob das Oberverwaltungsgericht für das Land Nordrhein-Westfalen den immissionsschutzrechtlichen Vorbescheid zum Betrieb des Kraftwerkes nach einer Klage des BUND vorübergehend auf.
Die Trianel Energie investierte zusammen mit 30 weiteren Stadtwerken rund 1,4 Milliarden Euro. Das Kraftwerk wurde im Dezember 2013 offiziell in Betrieb genommen.

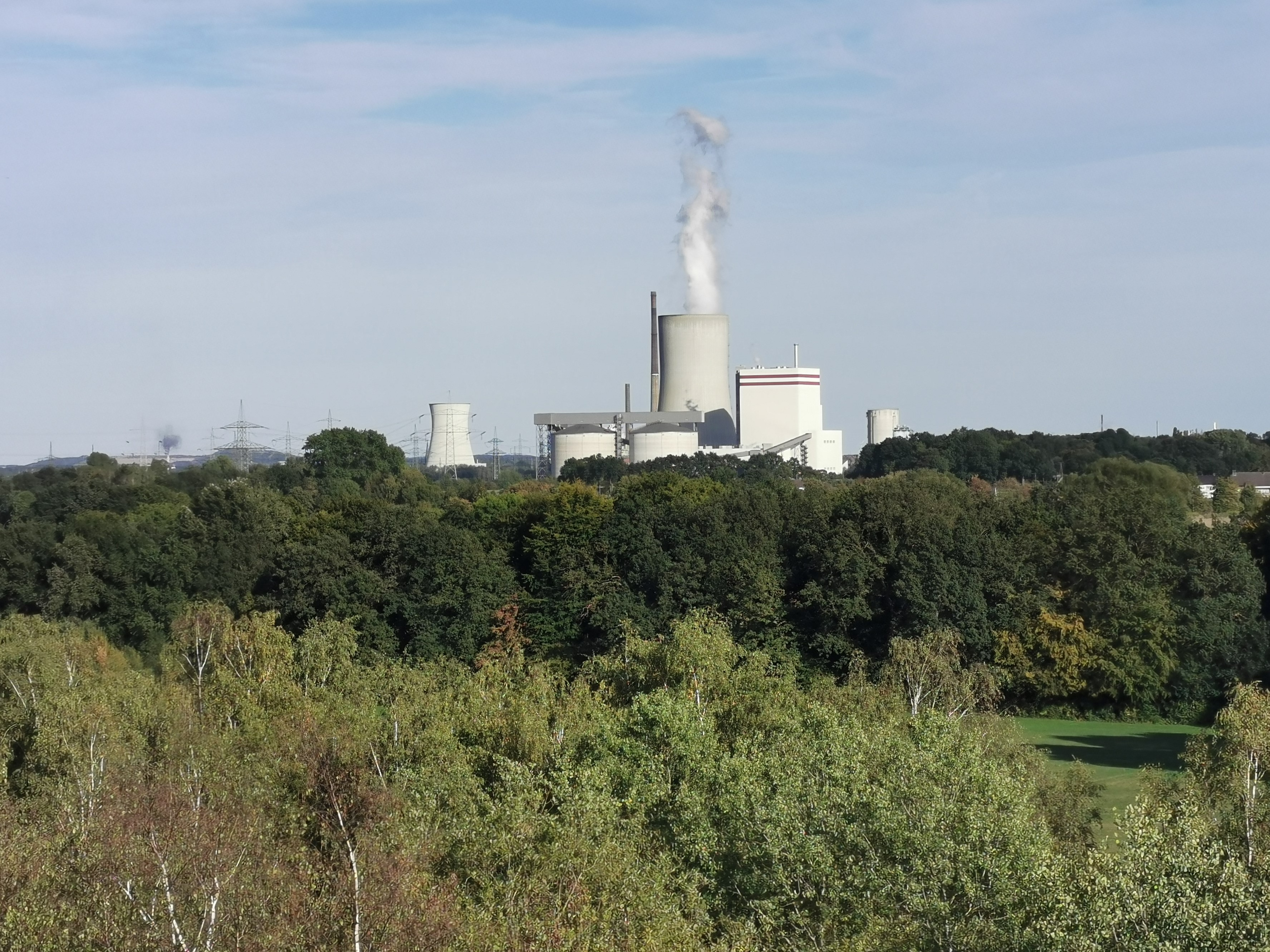
Das Kraftwerk von der Brockenscheidter Halde in Waltrop aus gesehen